# Муди, Эшли
Эшли Брук Муди (англ. Ashley Brooke Moody; род. 28 марта 1975, Плант-Сити, Флорида) — американский юрист, политический и государственный деятель, член Республиканской партии. Сенатор США от штата Флорида (с 2025).

## Биография
Жительница Флориды в пятом поколении, родилась и провела детство в пригороде Тампы Плант-Сити. Окончила Флоридский университет, получив степени бакалавра и магистра по бухгалтерскому делу и праву, а также степень доктора юриспруденции. Кроме того, у неё степень магистра по международному праву от Стетсонского университета. Начала профессиональную карьеру в адвокатском бюро Holland & Knight, специализируясь на деловых спорах, а в свободное время в качестве волонтёра оказывала юридическую помощь жертвам домашнего насилия. Позднее работала прокурором в федеральном суде 11-го округа Флориды, занимаясь делами о незаконном обороте наркотиков и огнестрельного оружия, а также мошенничествами. В 31 год стала самым молодым судьёй в истории Флориды, когда её избрали окружным судьёй в 13-м юридическом округе Хилсборо.
8 января 2019 года вступила в должность генерального прокурора Флориды.
21 января 2025 года Эшли Муди приведена к присяге и официально вступила в должность сенатора США от Флориды (губернатор Рон Десантис назначил её на этот пост ввиду назначения Марко Рубио государственным секретарём США).